# Egretta gularis
L'airone schistaceo (Egretta gularis (Bosc, 1792)) è un uccello appartenente alla famiglia Ardeidae, diffuso in Africa, Asia ed occasionalmente in Europa e America Centrale.

## Descrizione

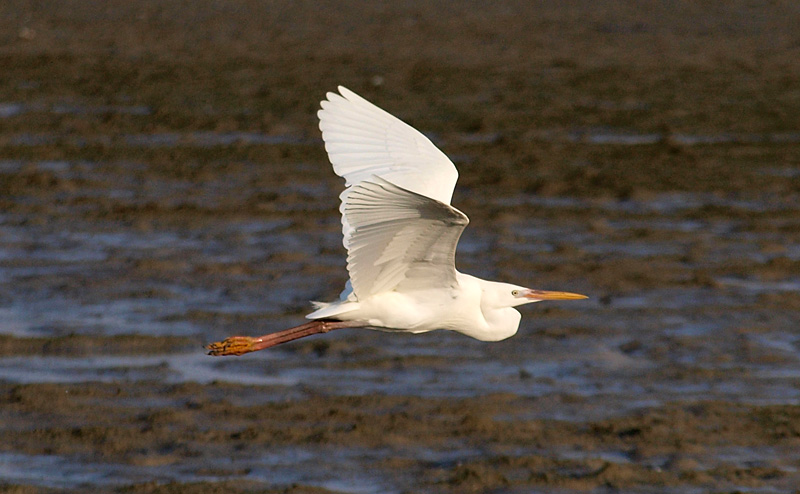
Esemplare bianco in volo sulle coste dello Yemen.

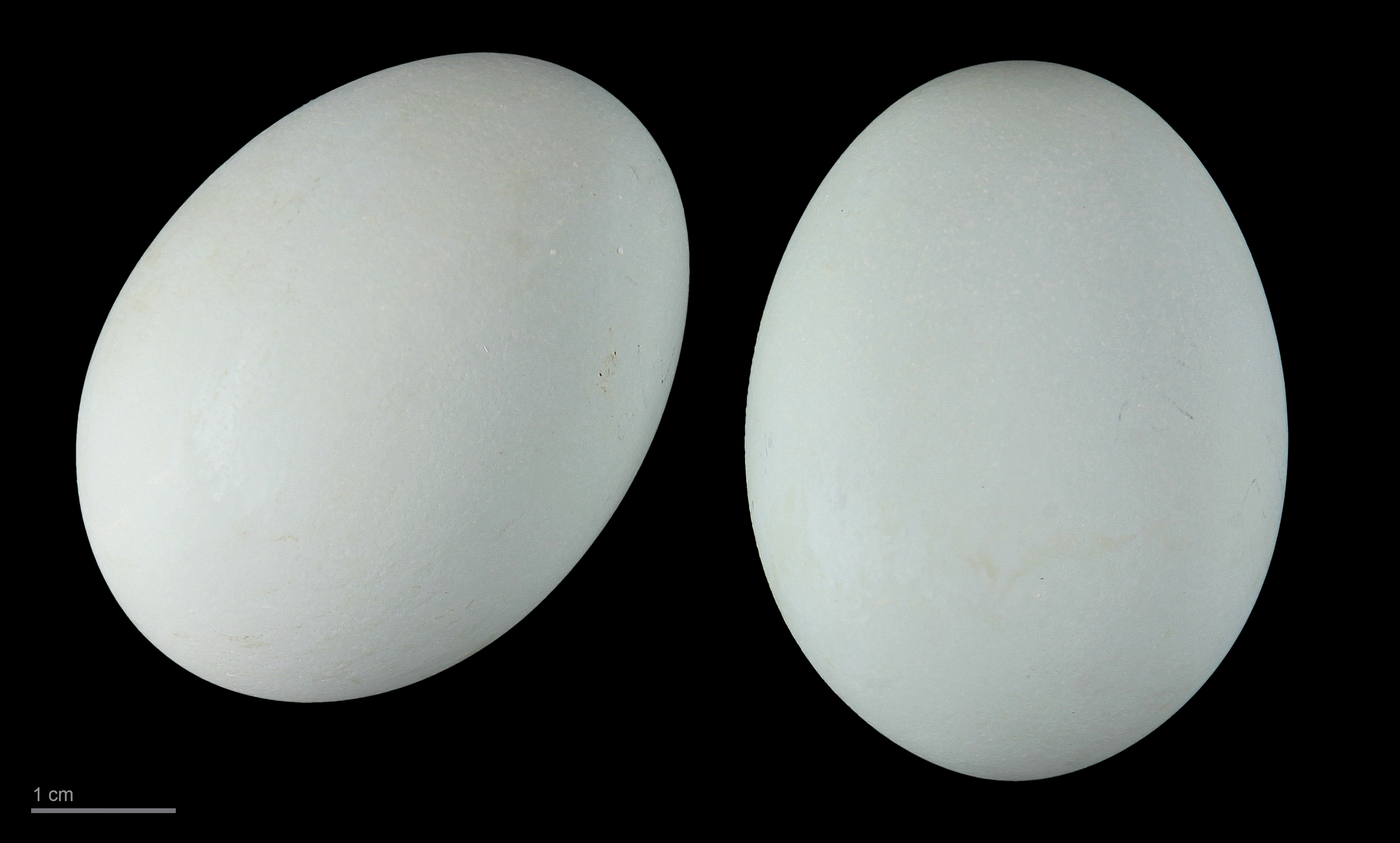
Egretta gularis

Grande 55–68 cm, con apertura alare di 88–112 cm, questo airone si presenta con due colorazioni del piumaggio: la varietà più diffusa ha un piumaggio di colore grigio-ardesia con la gola bianca, ma può presentarsi anche di colore uniformemente bianco. La varietà interamente bianca somiglia molto alla garzetta, ma se ne differenzia per il becco più grande, e per la colorazione giallastra delle zampe.

## Biologia

### Alimentazione
Si nutre prevalentemente di pesci, crostacei e molluschi e occasionalmente anche di grilli, larve di insetti e vermi.

## Distribuzione e habitat
Questa specie ha un ampio areale che si estende dal Marocco e dall'Egitto sino a gran parte dell'Africa subsahariana (Burkina Faso, Camerun, Costa d'Avorio, Guinea, Gabon, Gambia, Ghana, Liberia, Mali, Mauritania, Nigeria, Senegal, Sierra Leone, Togo, Eritrea, Somalia, Gibuti, Sudan, Kenya, Tanzania), alla penisola arabica (Arabia Saudita, Kuwait, Oman, Qatar, Bahrein, Emirati Arabi Uniti, Yemen) e al Medio oriente (Israele, Giordania, Iran, Iraq), spingendosi nel continente asiatico sino al Pakistan, all'India e allo Sri Lanka.
Predilige le aree costiere rocciose o sabbiose, gli estuari dei fiumi, le lagune costiere e le mangrovie.